# Jacopo Torriti

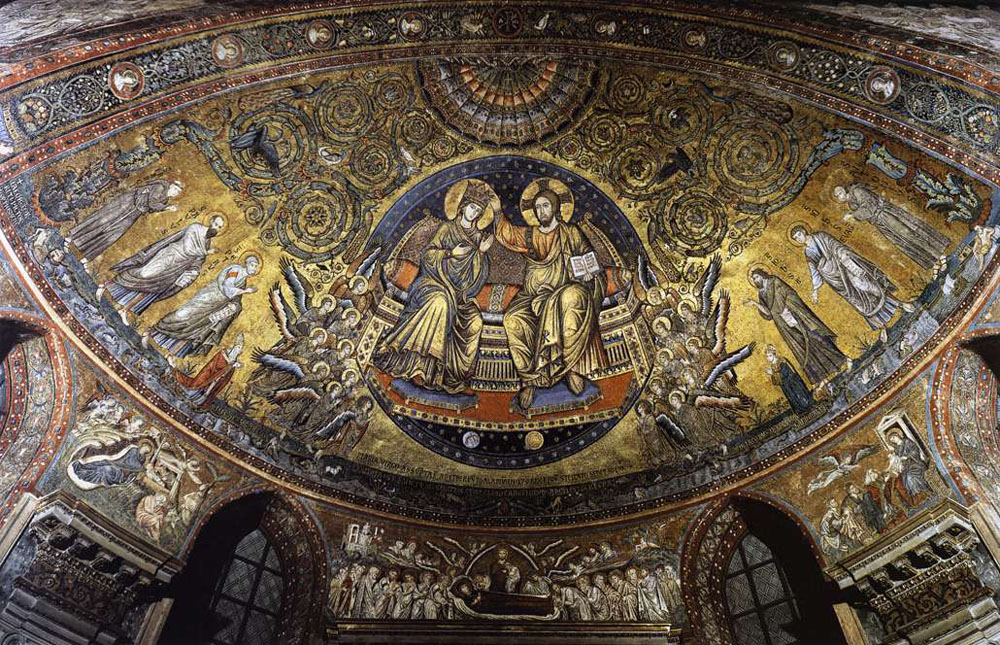
Korunování Panny Marie, 1292 - 1295, mozaika, Bazilika Santa Maria Maggiore, Řím

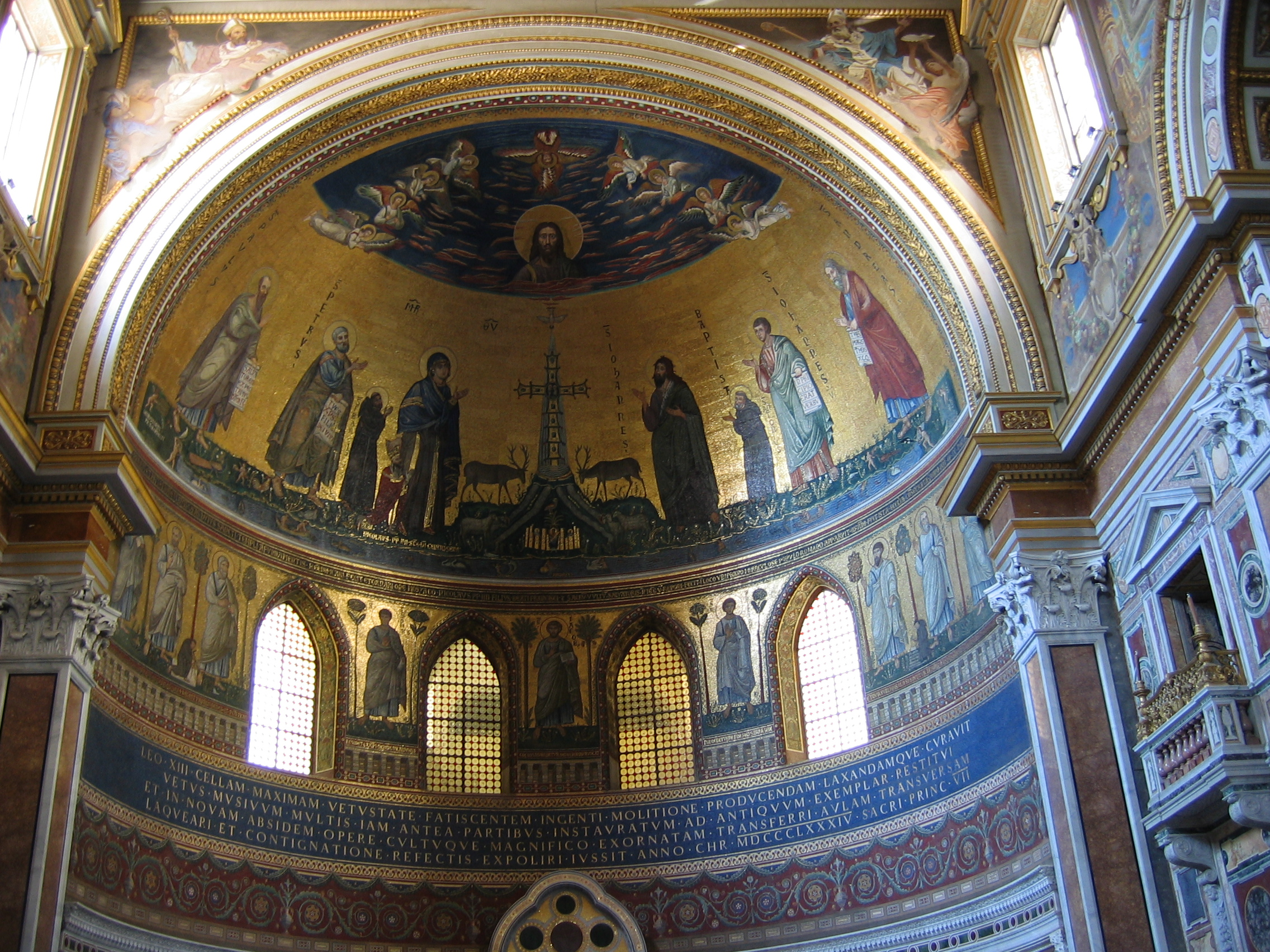
Mozaika v apsidě Baziliky svatého Jana v Římě

Jacopo Torriti byl italský gotický malíř a tvůrce mozaik činný na přelomu 13. a 14. století. Údajů o jeho životě je málo. Podle dochovaných záznamů se předpokládá, že se narodil v toskánském městě Torrita di Siena a byl františkánským mnichem. Známý je zejména podle dochovaných děl, z nichž největší ohlas zaznamenaly jeho práce na výzdobě římských kostelů - Lateránské baziliky, Baziliky Santa Maria Maggiore a také na výzdobě horního kostela Baziliky svatého Františka v Assisi.

## Bazilika Santa Maria Maggiore
Za jeho nejvýznamnější dílo je považována mozaiková výzdoba apsidy Baziliky Santa Maria Maggiore, pocházející z let 1292-1296. Toto mistrovské dílo, signované JACOB (US) Torrita PICTOR H (OC) OPUS MOSAIC (UM) FEC (IT ) (ANNO) DOMINI MCCLXXXXVI, představuje jeden z vrcholů římského mozaikového umění. Obklopená ornamenty na zlatém podkladu s ptáky, květinami a zvířaty zajímá střed půlkupole apsidy kruhová mozaika Korunování Panny Marie. Ústřední dvojici představují postavy Panny Marie a Ježíše Krista sedící na široké pohovce na pozadí oblohy poseté hvězdami. Svědky aktu jsou andělé, světci, jakož i historické postavy, např. papež Mikuláš IV. (objednatel díla) či kardinál Jacopo Colonna. Mozaiku doplňuje pět scén ze života Panny Marie vyobrazených na pruhu mezi okny kopule.

## Bazilika svatého Jana v Lateránu
Jacopo Torrita je autorem dodnes obdivované mozaiky ve výklenku apsidy Lateránské baziliky v Římě. V centru mozaiky z malého pahorku vyrůstá Kristův kříž; zpod pahorku vyvěrají čtyři potoky, symboly čtyř evangelistů; jeleni a ovce přicházejí k pramenům, což má symbolizovat Kristův křest v řece Jordán. Kolem kříže jsou shromážděny postavy čtyř apoštolů spolu s Pannou Marií a Janem Křtitelem. Apoštolům chybí tradiční atributy, ale rozeznáme je díky tomu, že umělec zanechal na mozaice jejich jména. Každý z apoštolů drží v rukou svitek s textem charakterizujícím jeho osobu - Petr TU ES CHRISTUS FILIUS DEI VIVI (Ty jsi Kristus, Syn Boha živého), Pavel SALVATOREM EXPECTAMUS DOMINUS IESUM CHRISTUM (Očekávaný Spasitel, Pán Ježíš Kristus), Jan Evangelista IN PRINCIPIO ERAT VERBUM (Na počátku bylo Slovo) a sv. Ondřej TU ES MAGISTER MEUS CHRISTE (Ty jsi učitel můj Kristus).

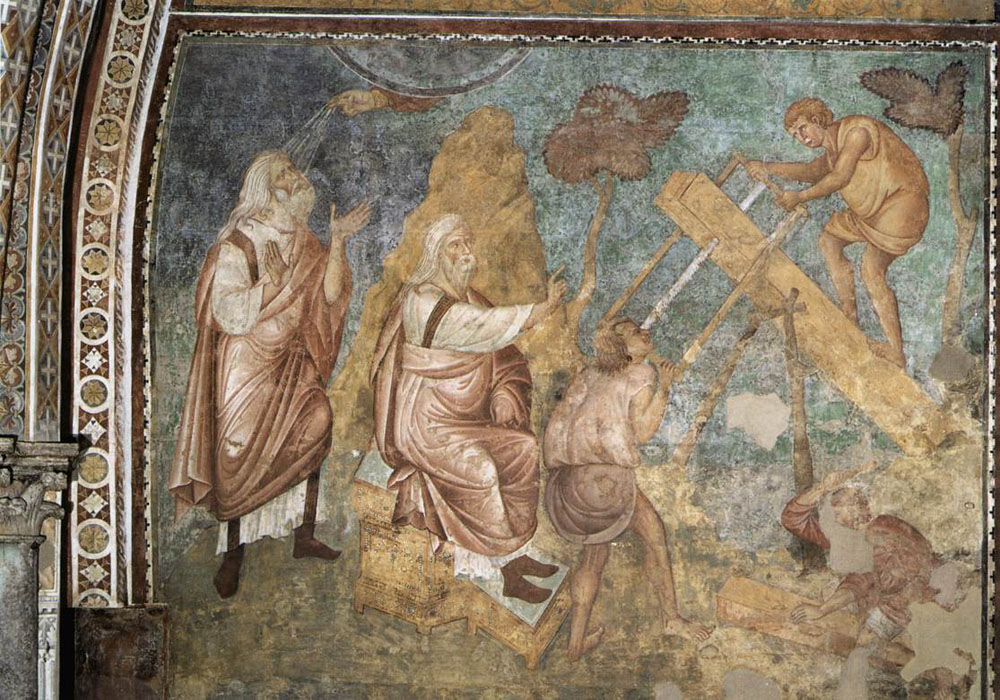
Stavba Noemovy archy, kolem 1290, freska, Bazilika svatého Františka, Assisi

## Bazilika svatého Františka v Assisi
I autorství fresek se starozákonními výjevy (např. Stvoření Adama, Obětování Izáka, Stavba Noemovy archy), jakož i prací s kristologickým námětem (Svatba v Káni Galilejské, Zvěstování Panně Marii) v horním kostele Baziliky svatého Františka v Assisi se připisuje Jacopo Torritimu. Na výzdobě interiéru baziliky se spolu s Torritou podílel i jeho současník Filippo Rusuti.

## Další práce
Nové objevy a restaurace nástěnných maleb z posledních desetiletí rozšířily okruh uměleckého působení Jacopa Torritiho. Bylo možné umělci připsat autorství dalších fresek, např. v bazilice Santa Maria in Aracoeli, v papežské kapli Sancta sanctorum či bazilice Santi Quattro Coronati.